# Helophora kueideensis
Helophora kueideensis är en spindelart som beskrevs av Hu 200. Helophora kueideensis ingår i släktet Helophora och familjen täckvävarspindlar. Inga underarter finns listade i Catalogue of Life.